# Oreodytes davisii
Oreodytes davisii är en skalbaggsart som först beskrevs av Curtis 1831.  Oreodytes davisii ingår i släktet Oreodytes och familjen dykare.

## Underarter
Arten delas in i följande underarter:
- O. d. davisii
- O. d. rhianae

## Bildgalleri

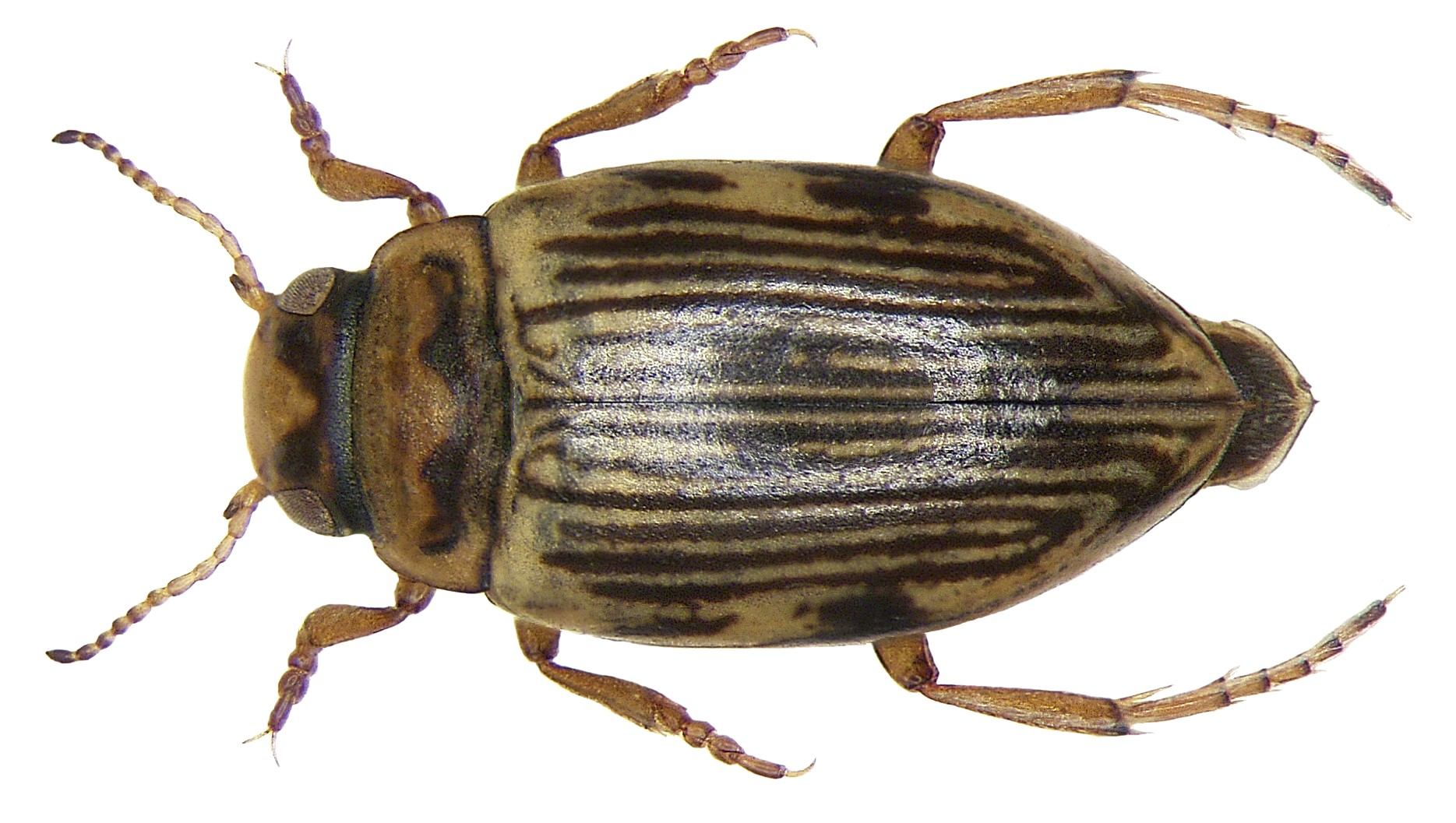